# 勝川克志
勝川 克志（かつかわ かつし、1950年 - ）は日本の漫画家、イラストレーター。

## 略歴
岐阜県恵那郡山岡町（現・恵那市）出身。
1970年頃、「まんが王」（秋田書店）に四コマ漫画が数本掲載。
1971年から、三宅秀典、三宅政吉、伊藤重夫と漫画同人誌『跋折羅』を創刊して活動。
1976年、「ヤングコミック」（少年画報社）掲載の『わたしのお兄ちゃん』で本格デビュー。
丸い描線によるデフォルメされた懐かしさを感じる画風で夢のある話や昭和30年代頃のノスタルジックな作品を描くことが多い。
「まぼちゃん旅行記」は、「まぼろしまぼちゃん」のタイトルでテレビアニメ化もされた。

## 作品リスト

### 漫画
- 豆宇宙珍品館 （1980年、たざわ書房）
- 椿ちゃんの漫画百面相 （1981年、朝日ソノラマ）
- にこにこ影法師（1982年、跋折羅社）
- 暗闇ライト （1983年、マイコミックス、東京三世社）
- ぜんまい小僧（1984年、跋折羅社）
- おらあ庄太だ （1985年、まんがタイムコミックス、芳文社）
- まぼちゃん旅行記 （1986年、ヒット出版）
- まぼろしまぼちゃんゲーム・トラベル （1993年、偕成社）
- ひらめきラメちゃん （1994年、ふゅーじょんぷろだくと）
- わたしのお兄ちゃん （1997年、ドン・コミック 虹書房）
- 少年幻燈館 （2007年、小学館）
- 庄太 （2007年、さんこう社、全2巻）
- まんが落語ものがたり事典（2011年、くもん出版）

### 児童書挿絵
- 妖精戦士たち （文・しかたしん、1983年、金の星社）
- 宇宙人のいる教室 （文・さとうまきこ、1988年、金の星社）
- ぼくの三日坊主日記 （文・戸田和代、1989年、くもん出版）
- 宿題のない国・緑町3丁目 （文・横田順弥、1989年、ペップ出版）
- 矢田部くんの三日坊主日記 （文・戸田和代、1990年、くもん出版）
- スパルタXをさがせ! （文・さとうまきこ、1990年、偕成社）
- メトロ・ゴーラウンド （文・坂東真砂子、1992年、偕成社）
- 正しい魔法のランプのつかいかた （文・横田順弥、1993年、くもん出版）
- あしたがみえるめがね （文・本田カヨ子、1994年、教育画劇）
- ハッピー・バースデイ！幽霊くん （文・さとうまきこ、1996年、ポプラ社）
- ネーネ。 （文・海老名香葉子、2007年、くもん出版）
- となりの鉄子 （文・田森庸介、2013年、偕成社）
- ぼくのミラクルドラゴンばあちゃん （文・さとうまきこ、2014年、小峰書店）
- あしたの空子 （文・田森庸介、2014年、偕成社）

### 絵本
- 虹色の街 （文・木の実ナナ、1984年、みみずくぷれす）
- りりこ・ロボ太の冒険飛行 （2010年、オフィス安井）

### 豆本
- 障子戸 （1996年、パロマ舎）
- 遥か亜米利加 （1998年、パロマ舎）
- ぜんまい小僧 （1998年、パロマ舎）
- おらあ庄太だ （1999年、パロマ舎）

### その他
- のんき新聞 - 勝川が2004年から発行している季刊のミニコミ紙。